# Atletismo nos Jogos Pan-Americanos de 1999 - Revezamento 4x100 m masculino
As provas do revezamento 4x100 m masculino nos Jogos Pan-Americanos de 1999 foram realizadas de 28 a 30 de julho de 1999.

## Medalhistas
| Ouro                                                                           | Prata                                                                   | Bronze                                                                        |
| BRA Brasil Raphael de Oliveira Claudinei da Silva Édson Ribeiro André da Silva | CAN Canadá Donovan Bailey Glenroy Gilbert Bradley McCuaig Trevino Betty | JAM Jamaica Garth Robinson Patrick Jarrett Christopher Williams Dwight Thomas |

## Resultados

### Eliminatórias
Classificação: As primeiras três equipes de cada eliminatória (Q) e as outras duas mais rápidas (q) classificaram à final.
| Posição | Eliminatória | Nação                     | Nomes                                                           | Tempo | Notas |
| ------- | ------------ | ------------------------- | --------------------------------------------------------------- | ----- | ----- |
| 1       | 2            | BRA Brasil                |                                                                 | 38.67 | Q     |
| 2       | 1            | CAN Canadá                | Donovan Bailey, Glenroy Gilbert, Bradley McCuaig, Trevino Betty | 38.74 | Q     |
| 3       | 2            | USA Estados Unidos        |                                                                 | 38.93 | Q     |
| 4       | 1            | TRI Trinidad e Tobago     |                                                                 | 38.95 | Q     |
| 5       | 2            | JAM Jamaica               |                                                                 | 39.06 | Q     |
| 6       | 1            | GUA Guatemala             |                                                                 | 40.59 | Q     |
| 7       | 1            | AHO Antilhas Neerlandesas |                                                                 | 40.67 | q     |
| 8       | 1            | LCA Santa Lúcia           |                                                                 | 40.84 | q     |
| 9       | 2            | HAI Haiti                 |                                                                 | 41.55 |       |

### Final
| Posição          | Raia | Nação                     | Nomes                                                                  | Tempo | Notas |
| ---------------- | ---- | ------------------------- | ---------------------------------------------------------------------- | ----- | ----- |
| Medalha de ouro  | 3    | BRA Brasil                | Raphael de Oliveira, Claudinei da Silva, Édson Ribeiro, André da Silva | 38.18 | PR    |
| Medalha de prata | 6    | CAN Canadá                | Donovan Bailey, Glenroy Gilbert, Bradley McCuaig, Trevino Betty        | 38.49 |       |
| 3                | 2    | JAM Jamaica               | Garth Robinson, Patrick Jarrett, Christopher Williams, Dwight Thomas   | 38.82 |       |
| 4                | 5    | USA Estados Unidos        | Eugene Swift, Bernard Williams, Kaaron Conwright, Curtis Perry         | 39.00 |       |
| 5                | 4    | TRI Trinidad e Tobago     | Niconnor Alexander, Steve Brown, Peter Frederick, Jacey Harper         | 39.89 |       |
| 6                | 8    | GUA Guatemala             | Rolando Blanco, Oscar Meneses, José Meneses, José Tinoco               | 40.14 |       |
| 7                | 7    | AHO Antilhas Neerlandesas | Guiseppi Josephia, Caimin Douglas, Charlton Rafaela, Nathanaël Esprit  | 40.20 |       |
| 8                | 1    | LCA Santa Lúcia           | Ronald Promesse, Dominic Johnson, Emile John, Damian Henville          | 40.56 | NR    |